# Die Tribute von Panem – Flammender Zorn
Die Tribute von Panem – Flammender Zorn (Originaltitel: Mockingjay; eine fiktive Vogelart, wörtlich „Spott-Häher“, ins Deutsche übertragen als „Spotttölpel“) ist der dritte Band der dreiteiligen Romanreihe Die Tribute von Panem von Suzanne Collins.

## Handlung

### Teil 1 – Die Asche
Seit dem Ende des 2. Bandes befinden sich mehrere Distrikte (3, 4, 8 und 11) in einer Rebellion gegen das Kapitol. Distrikt 12 wurde vom Kapitol durch Brandbomben vollständig zerstört und nur wenige Bewohner konnten in Distrikt 13 evakuiert werden, wohin auch Katniss Everdeen nach ihrer Befreiung aus der Arena der 75. Hungerspiele gebracht wurde.
Distrikt 13, der bis zur ersten Rebellion für die Produktion von Nuklearwaffen zuständig war, gilt in Panem offiziell als zerstört und nicht mehr existent. Tatsächlich konnte er durch den Besitz von Atomwaffen aber einen Waffenstillstand mit dem Kapitol unter Abbruch aller Kontakte erreichen. Die Bewohner des Distrikts leben in einem unterirdischen Bunkersystem und das Zusammenleben wird in Anbetracht der knappen Ressourcen streng geregelt.
Katniss ist von den Hungerspielen schwer traumatisiert, wird aber von den Aufständischen unter Führung der Präsidentin von Distrikt 13, Alma Coin, stark umworben, der Spotttölpel – also offizielles Symbol des Aufstandes – zu werden. Deshalb darf sie ihrer zerstörten Heimat, Distrikt 12, einen Besuch abstatten. Der Ort, in dem sie ihre Kindheit verbracht hat, ist durch das Kapitol fast komplett zerstört worden. In dem Haus, das Katniss vom Kapitol nach den 74. Hungerspielen erhalten hat, findet sie eine weiße Rose, die unverkennbar eine Warnung von Präsident Snow ist.
Bei einer der Besprechungen findet eine Fernsehübertragung statt, in der Peeta, der nach den Hungerspielen nicht von den Rebellen befreit werden konnte und so dem Kapitol in die Hände gefallen ist, einen Waffenstillstand der beiden Kriegsparteien fordert, welcher allerdings für die Rebellen nachteilig ausfallen würde. Von der Führung des Aufstandes wird Peeta daher als Kollaborateur angesehen. Gale kann Katniss danach davon überzeugen, für die Rebellen die Rolle des Spotttölpels anzunehmen. Katniss stellt dafür einige Bedingungen, unter anderem die Begnadigung der gefangenen Tribute, zu denen auch Peeta gehört.
Katniss’ Vorbereitungsteam von den Spielen, das von Distrikt 13 gefangengehalten wurde, stattet sie – nach den Entwürfen ihres vom Kapitol ermordeten Stylisten Cinna – mit einem Spotttölpelkostüm aus. In diesem Kostüm werden Propagandaspots mit Katniss gedreht, die in das Fernsehprogramm des Kapitols eingespeist werden. Bei den Dreharbeiten für einen dieser Spots in Distrikt 8 kommt es zu einem Angriff des Kapitols, bei dem ein Lazarett zerstört wird, in dem Katniss zuvor noch mit den Menschen gesprochen hat.
Bei der Ausstrahlung eines weiteren Live-Interviews mit Peeta kommt es zu einem Tumult im Fernsehstudio, als die Rebellen sich erneut in das Kabelsystem einhacken können. Peeta kann die Rebellen in Distrikt 13 vor einem bevorstehenden Angriff durch das Kapitol warnen, wird daraufhin aber vor laufender Kamera misshandelt.

### Teil 2 – Der Angriff
Auf Basis von Peetas Warnung können die oberen Bunkersysteme von Distrikt 13 gerade noch rechtzeitig evakuiert werden, so dass sich die Schäden in Grenzen halten.
Nachdem Katniss aus Angst um Peeta einen emotionalen Zusammenbruch erleidet, wird der Beschluss getroffen, eine Befreiungsmission für Peeta und weitere Gefangene des Kapitols zu starten. Gale und anderen Mitstreitern gelingt es, Peeta und die anderen gefangenen Tribute zu befreien. Peeta hat zwar keine körperlichen Verletzungen, wurde aber mithilfe von Nervengift psychisch gefoltert und manipuliert, so dass er Katniss als eine Mutation des Kapitols ansieht, die er bekämpfen muss. Peeta ist nicht mehr fähig, real geschehene Begebenheiten von manipulierten zu unterscheiden.
Als in fast allen anderen Distrikten, außer dem zweiten, die Rebellen die Oberhand gewinnen, lässt sich Katniss freiwillig nach Distrikt 2 versetzen, um Abstand zu Peeta zu gewinnen, den sie als unheilbar ansieht. In dem Distrikt werden in einem Bergwerk Waffensysteme hergestellt.
Da der Distrikt zu einem großen Teil loyal zum Kapitol steht, gibt es hier einen größeren Widerstand als in anderen Distrikten. Nach zahlreichen Kämpfen werden durch künstliche Erdrutsche die Eingänge des Bergwerks blockiert. Katniss wird bei dem Versuch verletzt, die flüchtenden Soldaten und Arbeiter aus dem Bergwerk von der friedlichen Kapitulation zu überzeugen. Ein Arbeiter schießt auf sie und wird daraufhin von den wütenden Bergarbeitern getötet.
Nach Katniss’ Genesung wird im Bunkersystem von Distrikt 13 die Hochzeit von Finnick und seiner Partnerin (Annie Cresta-auch eine Siegerin der Hungerspiele) gefeiert. Für die Hochzeit stellt Peeta eine Torte her, was als kleiner Schritt zu seiner Genesung angesehen wird.
Katniss wird beim Angriff auf das Kapitol insoweit integriert, dass sie und ihre Einheit von einem Kamerateam begleitet werden, das fingierte Angriffsszenarien filmt. Als Peeta ebenfalls dieser Einheit zugeteilt wird, gehen der Leiter der Einheit und Katniss davon aus, dass Peeta ihnen von Präsidentin Coin bewusst als „tickende Zeitbombe“ zugeteilt wurde, damit er Katniss umbringt, die somit keine Gefahr mehr für die Macht der Präsidentin darstellen würde.

### Teil 3 – Das Attentat
Als bei einem fingierten Einsatz für einen Propagandafilm eine Mine explodiert, entsteht eine Kettenreaktion, bei der weitere Fallen ausgelöst werden, welche mehrere Mitglieder der Einheit töten. In dem Chaos flieht das Team in den Untergrund des Kapitols, wo ihnen mutierte Kreaturen nachsetzen und die Gruppe weiter dezimieren. Katniss, die anfangs gegenüber Peeta noch abweisend war, versucht nun, ihn wieder in die Wirklichkeit zurückzuholen.
Nach ihrer Flucht aus dem Untergrund bricht das Team, getarnt als Flüchtlinge des Kapitols, zum Präsidentenpalast auf, wo eine Gruppe von Kindern als menschliche Schutzschilde platziert wurden. Katniss beobachtet, wie Fallschirme mit Bomben auf die Kinder abgeworfen werden. Als daraufhin ein Rettungsteam der Rebellen eintrifft, in dem auch Katniss’ kleine Schwester Prim ist, explodieren noch mehr Bomben, wodurch Prim getötet und Katniss schwer verletzt wird.
Im Rosengarten des Präsidentenpalasts, in dem Katniss zu ihrer Genesung untergebracht ist, trifft sie zufällig auf Präsident Snow, der ihr erklärt, dass es nicht sein Befehl gewesen sei, die Kinder des Kapitols sowie Prim und die restlichen Helfer zu töten. Des Weiteren erklärt er ihr seine Auffassung über Präsidentin Coin und deren Machthunger.
Aus diesen und weiteren Informationen folgert Katniss, dass Coin sie schon seit langem bekämpft: Coin hatte durch die Zuteilung von Peeta in ihre Einheit provoziert, dass Peeta Katniss töten würde; die minderjährige Prim konnte ausschließlich mit Genehmigung von höchster Stelle an der Hilfsaktion teilnehmen; und Katniss konnte bei einem ihrer Besuche in der Waffenabteilung von Distrikt 13 die Konstruktionspläne der Bomben sehen, die ihre Schwester in den Tod gerissen haben.
Als die öffentliche Hinrichtung von Präsident Snow durch einen Pfeil von Katniss stattfinden soll, kommt diese zu dem Schluss, dass Coin in ihrem Machthunger genauso unmenschlich und brutal vorgeht wie das bisherige Herrschaftssystem unter Snow und dass von Coin zum gegenwärtigen Zeitpunkt eine viel größere Gefahr für die Zukunft von Panem ausgeht als vom bereits gebrochenen und todkranken ehemaligen Präsidenten. Deshalb tötet sie mit ihrem Pfeil nicht Snow, sondern Coin. Im daraufhin entstehenden Tumult stirbt auch Präsident Snow.
Es kommt zu einer Verhandlung über Katniss’ Tat, in der sie für geistig unzurechnungsfähig erklärt und zurück in ihren zerstörten Heimatdistrikt geschickt wird. Einige Zeit später folgt ihr Peeta, wogegen Gale nach Distrikt 2 geht, um dort beim Aufbau zu helfen.
Im Epilog haben Katniss und Peeta zwei Kinder, leiden aber nach wie vor an den traumatischen Nachwirkungen ihrer Erlebnisse.

## Auflage und Ausgaben
Das Buch wurde am 1. September 2010 im amerikanischen Scholastic-Verlag erstveröffentlicht. Die deutsche Übersetzung erschien am 20. Januar 2011 beim Oetinger Verlag.
Die US-amerikanische Originalausgabe umfasst 390, die deutsche Ausgabe 430 Seiten.
Englische Ausgabe
- Suzanne Collins: Mockingjay, Scholastic, 2010, ISBN 978-0-439-02351-1. (Gebundene Ausgabe)

Deutsche Ausgabe
- Suzanne Collins: Die Tribute von Panem – Flammender Zorn (deutsch von Sylke Hachmeister und Peter Klöss), Oetinger Verlag, 2010, ISBN 978-3-7891-3220-9 (Gebundene Ausgabe) (3 Wochen lang im Jahr 2011 auf dem Platz 1 der Spiegel-Bestsellerliste)

Hörbuch
- Suzanne Collins: Die Tribute von Panem – Flammender Zorn, Oetinger Verlag, 2011, ISBN 978-3-8373-0560-9 (Gelesen von Maria Koschny)

## Auszeichnungen
- 2011 LovelyBooks Leserpreis in der Kategorie Kinder-/Jugendbuch

## Verfilmungen
Am 11. Juli 2012 teilte Lionsgate mit, dass der letzte Roman in zwei Filme aufgeteilt wird. Der erste Teil kam am 20. November 2014, der zweite Teil am  20. November 2015 in die amerikanischen Kinos.

## Belege
1. ↑  Finale zu „Die Tribute von Panem“ in zwei Filmen